# Adriaen Matham

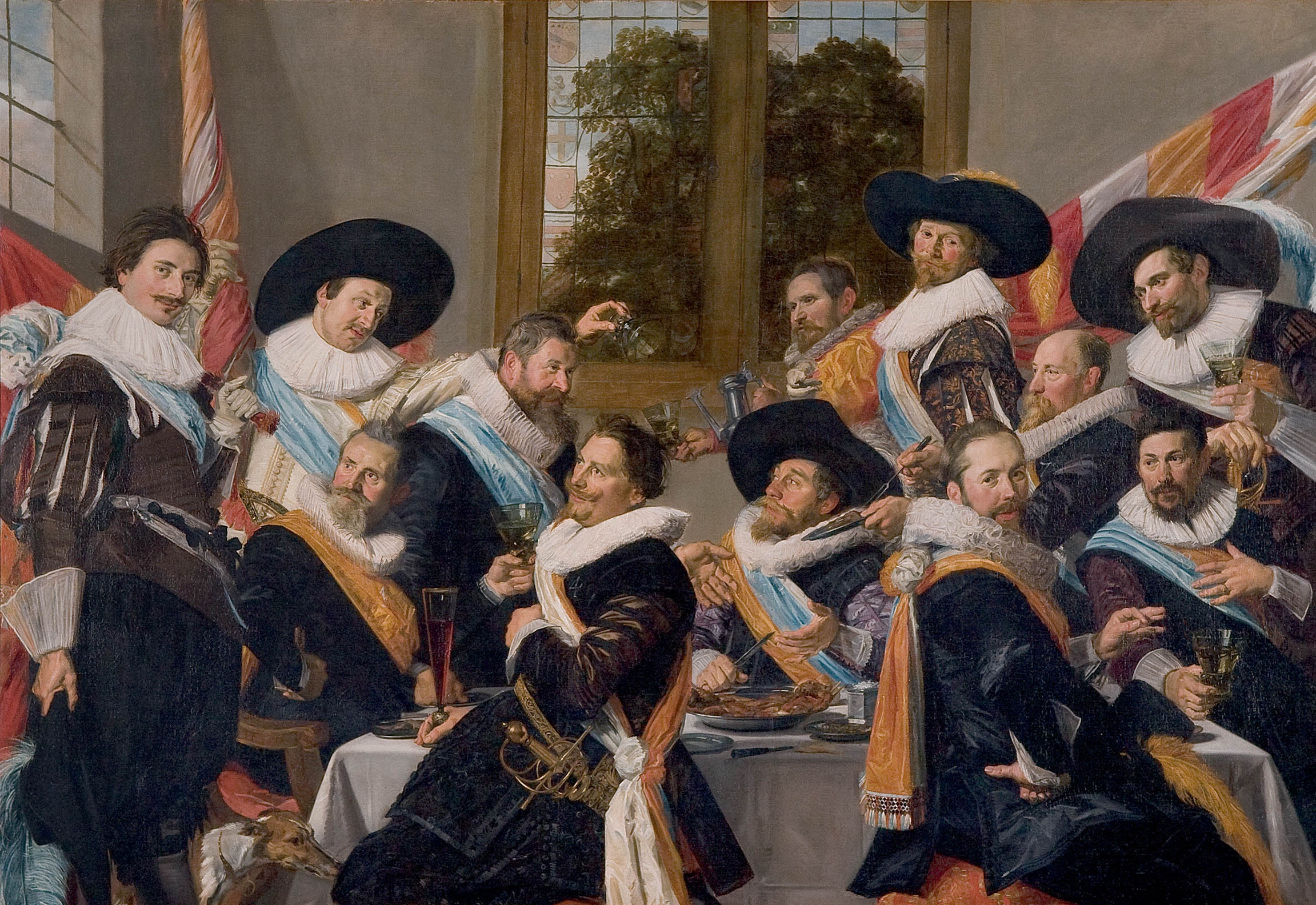
Frans Hals, Banquete de los oficiales de la guardia cívica de san Adrián, Haarlem, Frans Hals Museum. Adriaen Matham, miembro de la guardia, es el oficial que aparece a la izquierda, en pie y con la cabeza descubierta mirando al espectador.

Adriaen Matham (Haarlem, c. 1599-La Haya, 1660) fue un grabador, dibujante y marchante de arte de los Países Bajos septentrionales.

## Biografía
Fue hijo y discípulo del grabador Jacob Matham y de Maritge van Poelenburch, también de una familia de artistas, y hermano mayor de Jan y Theodor Matham, como él formados en el taller paterno. En 1627 era oficial de la guardia cívica de San Adrián de Haarlem y así aparece retratado por Frans Hals en uno de sus característicos retratos de grupo (Banquete de los oficiales de la guardia cívica de san Adrián, Frans Hals Museum). 
Como grabador, son suyos los retratos de los condes de Holanda publicados por Pierre Schrijver en Het oude Goutsche chronycxken van Hollandt, Zeelandt, Vrieslandt, en Vtrecht (Ámsterdam, 1663), aunque firmado el firmado el primero de ellos, Teodorico I, «Adrianus Matham Jac.[obus] fil.[ius] Harlemensis sculpsit Aº 1620». Lleva su firma alguno de los grabados interiores a buril y a doble página de la Académie de l'espée de Girard Thibault (Leiden, 1628), considerado el más lujoso libro de esgrima que se haya publicado. Patrocinado por Luis XIII de Francia y dedicado a la escuela española de esgrima de Jerónimo de Carranza y Luis Pacheco de Narváez, en sus ilustraciones colaboraron dieciséis grabadores de los Países Bajos, tanto del norte como del sur. Grabó también algunas invenciones de Hendrick Goltzius y, por pintura de Frans Hals, los retratos de Pieter van den Broecke (1633), el del historiador Pieter Christianz. Bor (1634) y el del comerciante y diplomático Isaac Abrahamsz Massa (1635).

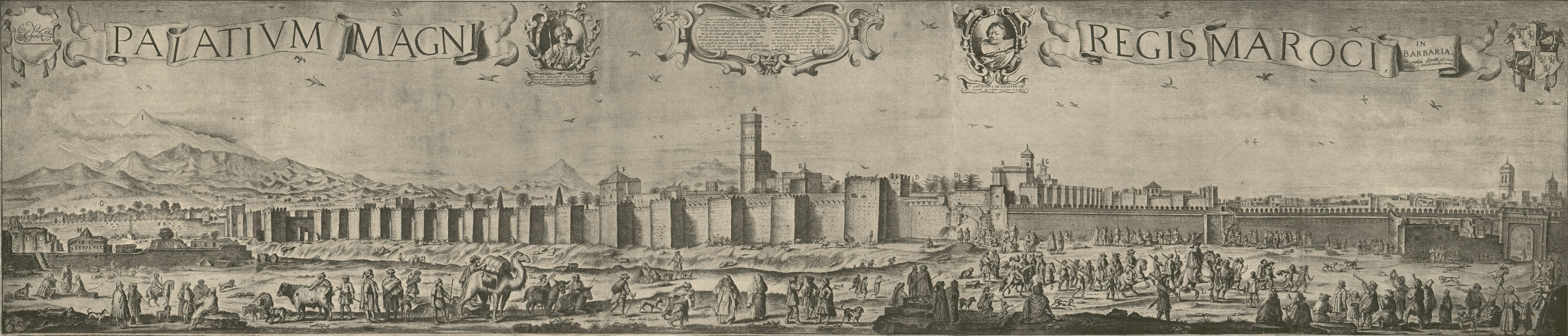
Marrakech y el Palacio El Badi, 1641: Palatium magni. Regis Maroci in Barbaria. Vue de Marrakech en 1641 / d'après l'estampe d'Adrien Matham conservée au Cabinet des estampes à Amsterdam, Demoulin frères sc.

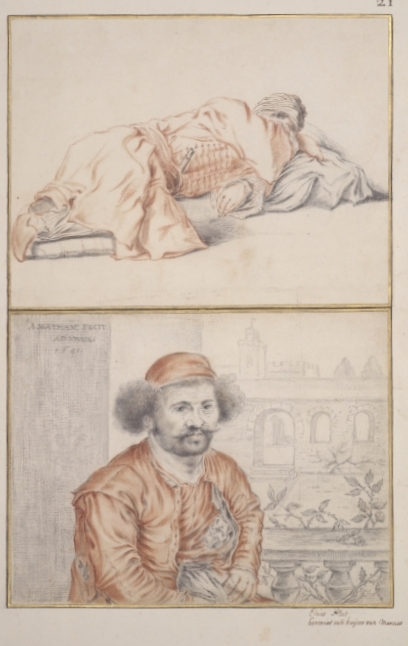
Marroquí dormido y retrato de Elías Plet (jardinero del sultán de Marruecos). Dibujo a pincel en negro y rojo, Atlas Blaeu-Van der Hem, Vol. 37:24, fol. 51, (21). Österreichische Nationalbibliothek.

En septiembre de 1640 emprendió viaje a Marruecos en la comitiva del embajador extraordinario de los Estados Generales de las Provincias Unidas Anthonius Liederkerke. La expedición visitó Safi, Marrakech —la capital, a la que llegó la embajada holandesa el 11 de marzo con una guardia de honor formada por doscientos caballeros moros dirigidos por Rammerdam, su comandante francés, y fue recibida por el sultán— Mogador, Agadir —donde tuvo lugar la liberación de los neerlandeses cautivos en poder de Sidi Ali— y Santa Cruz de Berbería, pasando por la isla de Madeira en el camino de regreso a los Países Bajos, concluido el 12 de noviembre de 1641 al arribar a Texel (Frisia). Era común la presencia de un pintor por cuenta de los Estados Generales en el séquito de los enviados especiales, para dejar testimonio del viaje y de los hechos más destacados de la legación, que solía estar integrada también por el mayordomo —responsable de la logística y las finanzas—, un pastor protestante, el cirujano-barbero, un secretario, tres escribientes, un sumiller, un despensero, un cillerero, el jefe de cocina y su ayudante, un portero, ayudas de cámara, lavanderas y varios trompetistas, todos ellos dentro de la nómina oficial, a los que podían agregarse otros acompañantes. Una de esas personas agregadas a la expedición de Liederkerke era la hija del corsario renegado Jan Janszoon van Haarlem, que deseaba visitar a su padre en Salé. Matham realizó al menos treinta y dos dibujos a lápiz y tinta china, coleccionados e incorporados por el bibliófilo Laurens van der Hem al llamado Atlas Blaeu-Van der Hem de la Österreichische Nationalbibliothek, algunos de ellos grabados más tarde. Matham, además, no se limitó a cumplir con sus funciones como pintor pues escribió también un diario del viaje, que no sería publicado hasta 1866 por Ferdinand de Hellwald.
En 1642, residiendo todavía en Haarlem aunque la desposada tenía residencia en Amberes, casó en terceras nupcias con Leentie Tiel, nieta de Hendrick Goltzius, y en 1644 se estableció en La Haya, donde de 1648 a 1655 aparece registrado como comerciante de arte. Falleció en La Haya el 23 de noviembre de 1660.